# 古廖夫卡农村居民点
古廖夫卡农村居民点（俄语：Гулёвское сельское поселение）是俄罗斯联邦布良斯克州克林齐区所属的一个农村居民点。其下辖有14个居民点，行政中心为古廖夫卡。据2015年统计，该农村居民点的人口为1241人。